# Schwartz auf Weiss
Schwartz auf Weiss ist das neunte Soloalbum des deutschen Rappers Schwartz. Es erschien am 28. November 2014 über das Musiklabel Hirntot Records.

## Titelliste
CD 1
1. Der Mutterficker persönlich
2. Einsamer Wolf
3. Jenseits von Gut und Böse
4. Fick was du gehört hast (feat. Blokkmonsta und Tamas)
5. Drogenopfer
6. Hassrapper für’s Leben
7. Gewaltphantasien 2
8. Nenn mich nicht Bruder (feat. MC Bogy und Kangal)
9. Ultrabrutal
10. Es schert mich einen Dreck
11. Ich schneide euch mein Herz heraus
12. Das ist geisteskranke Scheiße (feat. Perverz und Basstard)
13. Nachtaktiv
14. Im Kopf eines Hirntoten (feat. Dr. Faustus und Rako)
15. Was ein Mann tun muss (feat. Blokkmonsta, Dr. Faustus, Perverz, Rako, Vero, Tamas, Smoky, Jesa, Gangbang Kuba, Dapharao, Crystal F, Nils Davis, Jom, Tony und Bonez MC)
16. Entartete Kunst

CD 2
1. Hurensohnismus
2. Rap bleibt Männersache
3. Immer noch derselbe Atze
4. Alte Schule (feat. Frauenarzt und Hans Solo)
5. Wie alles begann
6. Partyzerstörer
7. Nur weil ich Schwartz bin?!
8. Die letzten echten Kerle (feat. King Orgasmus und GPC)
9. Rhetorischer Terror
10. Nachricht an die Söldner
11. Copycats
12. Heilige & Huren (feat. Vokalmatador und Liquit Walker)
13. Desto tiefer der Fall
14. Seid ihr mit mir? (feat. Hirntot Posse)
15. Blödarschopfers
16. Spielt dies bei meiner Beerdigung

## Versionen
Schwartz auf Weiss wurde als Doppelalbum in digitaler Form sowie als CD veröffentlicht. Des Weiteren erschien das Album als sogenanntes „Fan Bundle“, das zusätzlich ein signiertes Poster, ein T-Shirt, Sammelkarten und die DVD Schwartz auf Weiss – Die DVD enthält.

## Kritik
Die E-Zine Laut.de bewertete Schwartz auf Weiss mit drei von möglichen fünf Punkten. Aus Sicht der Redakteurin Dani Fromm wirke Schwartz’ „verbissener Vortrag“ „ungeheuer anstrengend.“ Die Musik des Albums gestalte sich „unabhängig davon, ob man gerade auf der schwarzen oder der weißen Seite von Schwartz' Welt wandelt, relativ einheitlich.“ Dennoch erhöhen sich auf der weißen Seite die „90er-, Westcoast- und Funk-Anteile.“ Positiv bewertet Fromm die „aufrechte Haltung“ des Rappers. So folge Schwartz keinen kommerziellen Trends. Des Weiteren habe der Rapper „durchaus eine Botschaft zu vermitteln und darüber hinaus drastische Bilder im Repertoire, um selbige an den Mann zu bringen.“ In diesem Zusammenhang findet Fromm Lob für den „Unmut, Wahnsinn oder die blutige Selbstaufgabe“ in dem Stück Ich schneide euch mein Herz heraus.